# 산티아고 아리아스
산티아고 아리아스 나랑호(스페인어: Santiago Arias Naranjo sanˈtjaɣo ˈaɾjas[*], 1992년 1월 13일, 메데인 ~)는 콜롬비아의 축구 선수로, 현재 캄페오나투 브라질레이루 세리이 A 클럽 바이아에서 라이트 백으로 활약하고 있다.

## 클럽 경력
아리아스는 라 에키다드 유소년 아카데미 출신이다. 그는 2009년에 1군 선수단에 합류하였고, 이후 주전 선수가 되었다. 성공을 거둔 후, 그는 포르투갈로 이주하였다.

### 스포르팅 리스본
2011년에 U-20 국가대표팀으로 출전한 아리아스는 스포르팅 리스본의 스카우트의 눈에 띄어 이적하게 되었고, 그는 대개 B팀에서 활약하였다. 그는 가끔 1군 출전을 하기도 하였으나, 고정적인 지위를 확보하지는 못하였다.

### PSV
2013년 초, 아리아스는 네덜란드 클럽 PSV와 연결되었으나, 선수와 구단 관계에 있어 어느 것도 결실을 맺지 못하였다. 2013년 7월, 아리아스는 또다시 클럽과 다시 연결되었고, 양쪽의 합의를 거쳐 협상이 완료되었다. 결국 아리아스는 PSV가 스포르팅에 €1.6M을 지불하는 대가로 그의 스포르팅 팀동료인 스테인 스하르스와 함께 4년 계약을 체결하는 쪽으로 성사되었다. 그는 입단식에서 등번호 13번이 새겨진 유니폼을 받았다. 8월 3일, 3-2로 이긴 덴하흐와의 원정 경기에서 90분 풀타임을 뛰며 PSV 데뷔전을 가졌다.
트벤터와의 홈경기에서는 선제골이자 PSV 1호골을 득점하며 홈경기의 3-2 승리에 직접적으로 공헌하였다.

### 아틀레티코 마드리드
2018년 7월 31일, 5년 계약을 맺으며 아틀레티코 마드리드에 이적했다.

## 국가대표팀 경력
산티아고 아리아스는 2009년 FIFA U-17 월드컵에서 4위를 차지한 콜롬비아 U-17 국가대표팀 일원으로, 3위 결정전을 제외한 6경기에 모두 출전하였고, 터키와의 8강전에서 팀의 첫 승부차기를 성공시켰다.
2011년, 산티아고 아리아스는 2011년 CONMEBOL U-20 축구 선수권 대회에서 6위를 차지한 콜롬비아의 9경기에 모두 출전하였다. 에두아르도 라라 콜롬비아 감독은 그를 2011년 투르누아 에스포아 드 툴롱에도 불러들였고, 아리아스는 이 대회 5경기를 모두 출전하였고, 콜롬비아는 이 대회를 우승하였다.
2013년 9월, 아리아스는 후안 카밀로 수니가의 부상으로 인해 처음으로 콜롬비아 성인 국가대표팀에 차출되어 칠레와 파라과이와의 2014년 FIFA 월드컵 예선전을 치르었다. 그는 2-1로 이긴 파라과이 원정 경기에서 국가대표팀 신고식을 치르었다.

## 클럽 통계
2018년 6월 24일 기준
| 클럽           | 시즌      | 리그 | 리그 | 컵   | 컵 | 리그 컵 | 리그 컵 | 유럽 | 유럽 | 기타 | 기타 | 합계 | 합계 |
| 클럽           | 시즌      | 출장 | 골   | 출장 | 골 | 출장    | 골      | 출장 | 골   | 출장 | 골   | 출장 | 골   |
| -------------- | --------- | ---- | ---- | ---- | -- | ------- | ------- | ---- | ---- | ---- | ---- | ---- | ---- |
| 라 에키다드    | 2009      | 14   | 0    | 0    | 0  | 0       | 0       | 0    | 0    | –    | –    | 14   | 0    |
| 라 에키다드    | 2010      | 7    | 0    | 0    | 0  | 0       | 0       | 0    | 0    | –    | –    | 7    | 0    |
| 라 에키다드    | 2011      | 7    | 0    | 0    | 0  | 0       | 0       | 0    | 0    | –    | –    | 7    | 0    |
| 라 에키다드    | 합계      | 28   | 0    | 0    | 0  | 0       | 0       | 0    | 0    | –    | –    | 28   | 0    |
| 스포르팅 CP    | 2011–12   | 6    | 0    | 2    | 0  | 0       | 0       | 0    | 0    | –    | –    | 8    | 0    |
| 스포르팅 CP    | 2012–13   | 1    | 0    | 1    | 0  | 0       | 0       | 0    | 0    | –    | –    | 2    | 0    |
| 스포르팅 CP    | 합계      | 7    | 0    | 3    | 0  | 0       | 0       | 0    | 0    | –    | –    | 10   | 0    |
| PSV 에인트호번 | 2013–14   | 25   | 1    | 1    | 0  | 0       | 0       | 6    | 0    | –    | –    | 32   | 1    |
| PSV 에인트호번 | 2014–15   | 21   | 1    | 3    | 0  | 0       | 0       | 5    | 0    | –    | –    | 29   | 1    |
| PSV 에인트호번 | 2015–16   | 32   | 3    | 3    | 0  | 0       | 0       | 6    | 0    | 1    | 0    | 42   | 3    |
| PSV 에인트호번 | 2016–17   | 28   | 1    | 2    | 0  | 0       | 0       | 4    | 1    | –    | –    | 34   | 2    |
| PSV 에인트호번 | 2017–18   | 30   | 3    | 3    | 0  | 0       | 0       | 2    | 0    | –    | –    | 35   | 3    |
| PSV 에인트호번 | 합계      | 136  | 9    | 12   | 0  | 0       | 0       | 23   | 1    | 1    | 0    | 172  | 10   |
| 경력 합계      | 경력 합계 | 171  | 9    | 15   | 0  | 0       | 0       | 23   | 1    | 1    | 0    | 210  | 10   |

리저브팀 통계
| 클럽      | 클럽       | 클럽              | 리그 | 리그 | 합계 | 합계 |
| 시즌      | 클럽       | 리그              | 출장 | 골   | 출장 | 골   |
| 포르투갈  | 포르투갈   | 포르투갈          | 리그 | 리그 | 합계 | 합계 |
| --------- | ---------- | ----------------- | ---- | ---- | ---- | ---- |
| 2012–13   | 스포르팅 B | 세군다리가        | 28   | 1    | 28   | 1    |
| 합계      | 포르투갈   | 포르투갈          | 28   | 1    | 28   | 1    |
| 네덜란드  | 네덜란드   | 네덜란드          | 리그 | 리그 | 합계 | 합계 |
| 2013–14   | 용 PSV     | 에이르스터 디비시 | 2    | 0    | 2    | 0    |
| 합계      | 네덜란드   | 네덜란드          | 2    | 0    | 2    | 0    |
| 경력 합계 | 경력 합계  | 경력 합계         | 30   | 1    | 30   | 1    |